# Chiesa-oratorio di San Martino
La chiesa oratorio di San Martino è un edificio religioso tardobarocco che si trova a Vezia. L'edificio ingloba un precedente oratorio romanico che a sua volta sostituì una struttura del VII-VIII secolo.

## Storia
La prima versione della chiesa, stando a un'indagine archeologica del 1994, risale al VII-VIII secolo: l'origine altomedievale dell'insediamento, d'altro canto, è testimoniato anche dal ritrovamento delle rovine di mura di quel periodo a ridosso dell'edificio. Fra il XII e il XIII secolo, tuttavia, l'oratorio fu ricostruito in stile romanico e in questa forma fu citato, nel 1571, all'atto dell'accorpamento alla parrocchia di Santa Maria della Purificazione a Comano. Nel XVIII secolo, infine, la chiesa assunse la sua forma attuale, ma subì un'ulteriore modifica dell'aspetto esteriore nel 1810, quando fu realizzata la decorazione esterno, poi degradata. Fra il 1994 e il 1997 l'edificio è stato restaurato da Gianfranco Rossi: l'intervento mirava appunto a recuperare la decorazione ottocentesca.

## Descrizione

### Esterni
L'edificio, che si trova su una collina, è dotato di pianta rettangolare con coro e abside. A ridosso della chiesa si trova un cimitero.

### Interni
La navata è divisa in due campate ed è dotata di una volta a vela. Nel coro un affresco del XVI secolo, eredità della versione romanica della chiesa: si tratta della Madonna forse di Bartolomeo da Ponte Tresa, ma ispirato allo stile di Bernardino Luini. Sulla parete settentrionale della chiesa una nicchia ospita una tela di Giuseppe Antonio Petrini che rappresenta la Sacra Famiglia.